# Junior Marabá
Ondumar Ferreira Borges Junior (Rio Verde, 23 de agosto de 1990), mais conhecido como Júnior Marabá, é um político brasileiro filiado ao Partido Progressista (PP) e atual prefeito de Luís Eduardo Magalhães, na Bahia, cidade que emergiu como um dos centros econômicos de maior crescimento no estado. Foi eleito prefeito em 2020 com uma votação expressiva, alcançando 59,29% dos votos válidos.

## Biografia
Filho de Ondumar Ferreira Borges e Miriam Silva Souza Borges, Junior nasceu em Rio Verde, Goiás, cresceu em Acreúna e mudou-se para Luís Eduardo Magalhães, na Bahia, com 12 anos, quando a cidade estava em processo de crescimento após sua recente emancipação. Em 2015, formou-se em Direito pela UNIFAAHF. É casado e pai de dois filhos.

## Trajetória Política
Júnior Marabá entrou oficialmente na política municipal em 2016, ao disputar pela primeira vez o cargo de prefeito de Luís Eduardo Magalhães, alcançando o segundo lugar. Em 2020, foi eleito  prefeito com 59% dos votos válidos. Em 2024, Marabá foi reeleito com 83,52% dos votos válidos.

### Prefeitura de Luís Eduardo Magalhães (2021–atualidade)
Durante a gestão de Júnior Marabá, foram implementadas estratégias focadas no desenvolvimento urbano, social e econômico de Luís Eduardo Magalhães, apesar de desafios logísticos na expansão dos serviços urbanos, como reconhecido pela imprensa local. 
Entre 2020 e 2021, Luís Eduardo Magalhães alcançou o 5º maior PIB do estado, com um total de R$ 8,82 bilhões, superando Vitória da Conquista pela primeira vez.
Ainda segundo o IBGE, o crescimento econômico entre 2020 e 2021 foi impulsionado pelo setor do agronegócio, que se destacou como o principal pilar econômico do município.
A administração municipal também implementou iniciativas voltadas à educação e assistência social, com a distribuição de kits escolares e uniformes para cerca de 22 mil alunos da rede pública, com a intenção de padronizar e fornecer os materiais básicos. Além disso, foi criado o programa de alimentação escolar reforçada, com foco em combater a fome e a desigualdade entre os estudantes.